# 東本慎也
東本 慎也（ひがしもと しんや）は、日本の化学者。大阪工業大学工学部応用化学科教授。工学博士（大阪府立大学）。日本エネルギー学会関西支部幹事。触媒学会2019/2020代議員 。
専門は、無機エネルギー・無機材料化学（特に太陽光・光触媒・光電気）、電気化学・物理科学/物質化学（量子化学含む）。

## 経歴
1992年兵庫県立兵庫高等学校卒業。1996年大阪府立大学工学部（現在の大阪公立大学工学部）応用化学科卒業。2001年同大学大学院工学研究科物質系専攻博士後期課程修了、工学博士（大阪府立大学）。パリ第6大学（現在のソルボンヌ大学） 博士研究員を経て、 2003年大阪工業大学工学部応用化学科に着任。2012年同学科准教授、2021年同学科教授。
主な所属学会は、電気化学会、触媒学会、日本化学会など。

## 主な著書
- ベーシックマスター 物理化学第14章 反応機構・固体表面（共著、オーム社2012、学術書）
- ハイブリッド フィルム電極の電気化学的光触媒作用（共著、マテリアルインテグレーション2006、学術書）
- 光触媒 基礎・材料開発・応用 「イオン工学的手法による可視光応答型酸化チタン光触媒の創製」（共著、エヌ・ティー・エス2005、学術書）

## 主な研究
- 再生可能エネルギー創出技術に関する種々の太陽電池の作製
- エネルギー貯蔵型光誘起キャパシターの開発 - 矢崎科学技術振興記念財団 奨励研究助成
- 量子ドット太陽電池・光二次電池の開発
- 銅-インジウム系複合硫化物を光増感剤とした湿式型太陽電池の創出
- 可視光応答型の光触媒の開発
- 光触媒を用いた新規光有機合成反応の構築
- カーボンナイトライドを用いた光機能性材料の創出

エネルギー化学の啓蒙活動として、科学技術振興機構（JST）国際青少年サイエンス交流事業「さくらサイエンスプログラム」支援「再生可能エネルギーの創出を目指すチーム研修型体験プログラム」2018に協力し、インドネシアのウィドヤ・マンダラ・カトリック大学の学生チームへ「種々の太陽電池の作製」体験・講義を行うなど、国際交流の推進に貢献している。